# Isola Deverall
L'isola Deverall è una piccola isola situata nella parte sud-occidentale della Dipendenza di Ross, in Antartide. In particolare l'isola si trova davanti alla baia di Beaumont, sulla costa di Shackleton, ed è completamente circondata dai ghiacci della barriera di Ross. In virtù della sua posizione, l'isola Deverall è considerata l'isola più meridionale del mondo.

## Storia
L'isola Deverall fu così battezzata dai membri della spedizione neozelandese di esplorazione antartica svolta nel periodo 1960-61 in onore di William H. Deverall, un operatore radio di stanza alla base di ricerca Scott nel 1961.